# Station Milngavie
Milngavie is een spoorwegstation van National Rail in East Dunbartonshire in Schotland. Het station is eigendom van Network Rail en wordt beheerd door ScotRail. 

## Varia
Het station ligt dicht bij het startpunt van de West Highland Way in Douglas Street, een wandelroute van circa 154  km naar Fort William. 